# ファキル・モハマッド・ヤクビ
ファキル・モハマッド・ヤクビ（1930年 - ）は、アフガニスタンの政治家。共産政権時代に教育相、無任所相を務めた。

## 経歴
カーブル州出身。パシュトゥーン人。父ハーン・モハマッドは将校。物理学専攻でソ連の大学を卒業し、M.ロモノソフ名称モスクワ国立大学大学院を卒業した。
1957年からカーブル大学の副学部長。1975年からカブール工科大学の学部長。
1978年の4月革命後、解雇されたが、間もなく、社会労働省の顧問、カブール大学の科学顧問となった。
- 1980年から1981年 - 教育次官
- 1981年6月11日から1983年 - 教育相
- 1983年4月7日から1987年4月 - 無任所相/ユネスコ問題国家委員会議長
- 1987年4月から1989年2月 - 無任所相/ユネスコ問題国家委員会議長/労働者書簡問題局長
- 1989年2月20日から1992年 - 無任所相

## 役職
アフガニスタン科学アカデミー正会員。国連アフガン協力協会総裁。ソビエト大学卒業生協会総裁。アフガン・モンゴル友好協会総裁。

## 備考
兄のグラム・シディック・ヤクビは、アフガニスタン人民民主党中央委員会国際課職員。弟のグラム・ファルク・ヤクビは、国家情報庁（KHAD）長官、アフガニスタン人民民主党政治局員候補。